# Pseudomimetis semiviridis
Pseudomimetis semiviridis är en fjärilsart som beskrevs av Louis Beethoven Prout 1928. Pseudomimetis semiviridis ingår i släktet Pseudomimetis och familjen mätare. Inga underarter finns listade.